# Ginger und Fred
Ginger und Fred ist eine Filmkomödie des italienischen Regisseurs Federico Fellini aus dem Jahr 1986. Das Drehbuch schrieb Federico Fellini zusammen mit Tonino Guerra. Die Hauptrollen spielten Giulietta Masina und Marcello Mastroianni.

## Handlung
In den 1940er und 1950er Jahren waren Amelia Bonetti (Giulietta Masina) und Pippo Botticella (Marcello Mastroianni) ein bekanntes Tanzpaar, das auch privat liiert war. Ihren größten Erfolg hatten sie mit Nachahmungen der Stepptanznummern von Ginger Rogers und Fred Astaire. Seit ihrer Trennung in den 1950ern sahen sie sich allerdings nicht wieder, dazu kommt es erst dreißig Jahre später in Rom. Beide sollen dort als „Ginger und Fred“ in der Fernsehshow Ed ecco a voi ein letztes Mal zusammen auftreten. Obwohl Ed ecco a voi eine groß aufgezogene, bekannte Sendung ist, wissen beide nicht, was sie wirklich erwartet. Erst kurz vorher erfahren sie etwa, dass sie keinen Hauptauftritt haben, sondern nur einen anderen einleiten sollen: den eines steinalten, als Held verehrten Admirals. Bald finden sie sich in einem Panoptikum von Absonderlichkeiten und Skurrilitäten wieder: Präsentiert werden unter anderem ein Erfinder essbarer Unterwäsche, eine Kuh mit zwanzig Zitzen, ein Zwergenballett, ein fliegender Mönch und ein zu dreißig Jahren Gefängnis verurteilter Mafiaboss. Während Amelia auf ihrer alten Rolle als Künstlerin besteht und dafür zahlreiche Demütigungen und Zurücksetzungen einstecken muss, behauptet Pippo von vornherein, das Ganze allein wegen des Geldes zu machen und inszeniert seine Schwächen sogar. Eine improvisierte Probe in einem wegen Umbau geschlossenen Waschraum gerät zu einem Desaster. Nach dem mit einigen Anstrengungen dennoch erfolgreich absolvierten Auftritt trennen sich beide wieder.

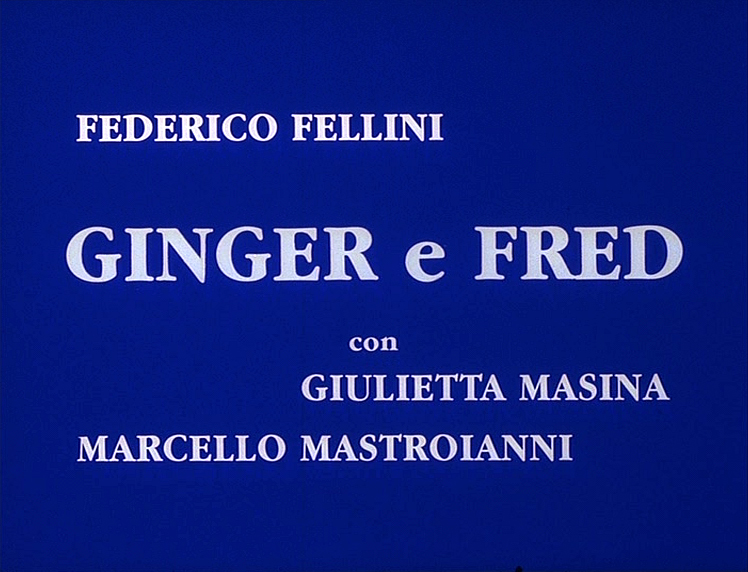
Titel aus dem Abspann (Praesens-Film 2007)

Während der Show sind immer wieder kurze Pseudo-Werbespots in den Film geschnitten, um den Fernsehcharakter zu betonen.

## Hintergrund
- Ginger und Fred war im Jahr 1986 der Eröffnungsfilm der Internationalen Filmfestspiele Berlin.
- Die Figur des Admiral Aulenti war die letzte Rolle für Friedrich von Ledebur (bekannt geworden als Südseeinsulaner Queequeg in Moby Dick, 1956).
- Giulietta Masina war die Ehefrau Fellinis bis zu seinem Tod im Jahr 1993.

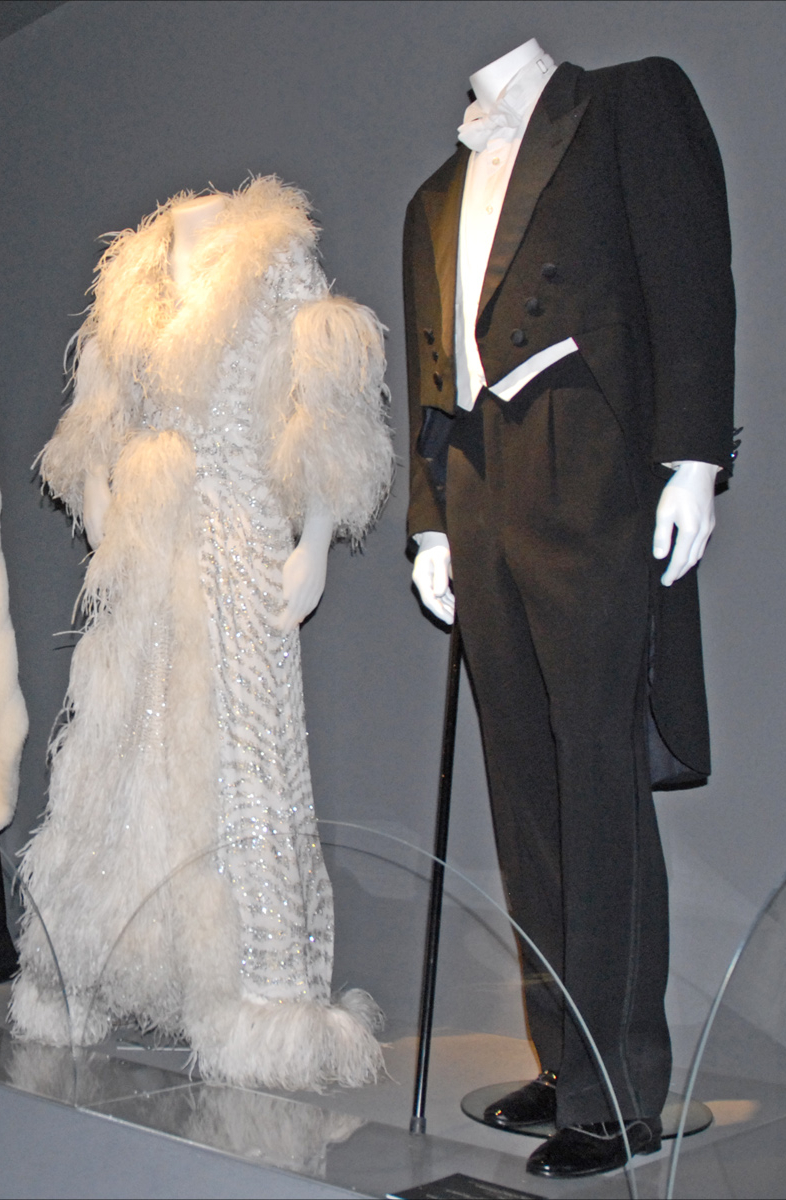
Originalkostüme in Cinecittà

## Filmmusik
Der Komponist der Filmmusik ist Nicola Piovani. Die folgende Auflistung bezieht sich auf die 1986 bei Varese Sarabande erschienene Soundtrack-LP.
Seite 1
1. Ginger And Fred Prelude (2:53)
2. Natale’s Pig Legs (3:03)
3. The Night Of The Dwarfs (1:24)
4. In The TV Motel (5:33)
5. Rekindling The Flame (3:23)

Seite 2
1. Ginger And Fred (2:46)
2. The Van Of Lookalikes (1:11)
3. The Big Show (5:04)
4. Dance Potpourri (1:50)
5. Ginger And Fred Finale At The Station / Rock Repetition (3:56)
6. Rock Satellite (3:21)

## Kritiken
Fellinis Spätwerk, dessen Titel an das legendäre Tanzpaar Ginger Rogers und Fred Astaire erinnert, wird auch heute noch als treffsichere Satire auf eine Form der Fernsehunterhaltung verstanden, die insbesondere auf Absonderlichkeiten und Geschmacklosigkeiten setzt. Die beiden Hauptdarsteller verkörpern zumindest in zweifacher Hinsicht den "Gegenentwurf": Zum einen, weil sie eine Phase der Entertainmentgeschichte repräsentieren, in der noch Wert auf Anmut und künstlerisches Talent gelegt wurde, außerdem aber auch wegen ihrer bewegenden Menschlichkeit, die unter den Bedingungen zunehmend verflachter Fernsehformate nicht mehr gefragt ist.
"Fellini verbindet seine Satire auf die Unkultur der organisierten Massenunterhaltung des Fernsehens und der Werbung mit einer wehmütigen und bewegenden Reflexion über den Verlust von Menschlichkeit im Zeitalter der Konsumgesellschaften. Formal von überwältigender Bildkraft, ist der Film auch ein Abschied von einer bestimmten Art des Künstlertums." (Lexikon des internationalen Films).
Die treffsichere Satire auf die Unkultur der organisierten Massenunterhaltung zählt zu den unvergessenen Meisterwerken von Federico Fellini. Brillant auch die Darstellerleistungen von Fellinis Ehefrau Giulietta Masina und Marcello Mastroianni in den Hauptrollen. Die Schauspielerin Ginger Rogers, in den 40er Jahren mit Fred Astaire das Tanz-Traumpaar Hollywoods schlechthin, klagte seinerzeit gegen den Film, da sie Persönlichkeitsrechte berührt sah. Die Klage wurde jedoch abgeschmettert, da der Film nichts mit dem Leben der Tänzerin zu tun hat. (Prisma Online)

## Auszeichnungen
- 1986: David di Donatello in den Kategorien Bester Hauptdarsteller (Mastroianni), Beste Kostüme und Beste Filmmusik sowie René Clair-Preis für Federico Fellini
- 1986: Nastro d’Argento des Sindacato Nazionale Giornalisti Cinematografici Italiani in den Kategorien Bester Hauptdarsteller (Mastroianni), Beste Hauptdarstellerin (Masina), Beste Kostüme und Beste Ausstattung
- 1987: Golden Globe: Nominiert in der Kategorie Bester fremdsprachiger Film
- 1987: BAFTA Award: Nominiert in der Kategorie Bester fremdsprachiger Film

## Sonstiges
Als Ginger and Fred (auch Tanzendes Haus) wird ein von Frank Gehry entworfenes Haus in Prag bezeichnet.